# Ricardo Izar
Ricardo Nagib Izar (São Paulo, 28 de junho de 1938 — São Paulo, 2 de maio de 2008) foi um advogado e político brasileiro.

## Biografia
Ricardo Izar fez sua graduação e pós-graduação em Direito Penal pela PUC-SP, onde presidiu o Centro Acadêmico 22 de Agosto. Foi vereador na cidade de São Paulo e, por três vezes consecutivas, deputado estadual em São Paulo. É o responsável pelo maior numero de emendas a Constituição durante o período em que foi formulada.
Desde a constituinte de 1988 até maio de 2008 foi deputado federal, estando em seu quinto mandato. Presidiu o conselho de Ética durante a crise do "mensalão".
Faleceu devido a falência de múltiplos órgãos, após operação para corrigir um problema cardíaco.

## Obras
Lista a completar
- A Constituição e você